# راک دمرس
راک دمرس (انگلیسی: Rock Demers؛ زادهٔ ۱۱ دسامبر ۱۹۳۳) بازیگر، فیلم‌نامه‌نویس و تهیه‌کننده فیلم اهل کانادا است.
از فیلم‌ها یا مجموعه‌های تلویزیونی که وی در آن‌ها نقش داشته‌است، می‌توان به نسخه سحرآمیز و جادوگر جوان اشاره نمود.